# ثعلبية صوفية
الثعلبية الصوفية (باللاتينية: Alopecurus lanatus) نوع نباتي عشبي من جنس الثعلبية، ينتمي إلى الفصيلة النجيلية.

## الموئل والانتشار
موطنه تركيا.